# Indigofera insularis
Indigofera insularis är en ärtväxtart som beskrevs av Emilio Chiovenda. Indigofera insularis ingår i släktet indigosläktet, och familjen ärtväxter. Inga underarter finns listade i Catalogue of Life.